# Formats PCB NC
Els fitxers de control numèric PCB NC transmeten informació de perforació i encaminament de PCB. Els formats NC van ser dissenyats originalment pels venedors de màquines de perforació i encaminament CNC com a formats d'entrada propietaris per als seus equips, i es coneixen amb el nom de la seva empresa: Excellon, Hitachi, Sieb & Meyer, Posalux, etc. Aquests formats són similars ja que es basen en RS-274-C i estan relacionats amb el codi G. El 1985 l'IPC va publicar un format estàndard genèric NC, IPC-NC-349. Més tard es va dissenyar XNC, un simple subconjunt estricte de l'IPC-NC-349, dissenyat no per conduir màquines sinó per intercanviar informació de trepant entre CAD i CAM. S'anomenen col·lectivament fitxers NC (PCB).
Els fitxers NC s'utilitzen principalment per conduir màquines CNC i són adequats per a aquesta tasca. També s'utilitzen per intercanviar informació de disseny entre CAD i CAM, per a la qual cosa no són adequades: falta informació essencial com ara el revestiment i l'envergadura de perforació. A més, la sortida NC dels sistemes CAD sovint està mal implementada, donant lloc a un registre deficient entre els forats i les capes de coure i altres problemes. Per intercanviar dades entre CAD i CAM és més preferible utilitzar el format Gerber. La qualitat del programari de sortida de fitxers Gerber sol ser bona i Gerber admet atributs per transferir la metainformació, com ara la placa i l'abast.

## Format IPC-NC-349
El format IPC-NC-349 és l'únic estàndard IPC que regeix els formats de perforació i encaminament. XNC és un subconjunt estricte d'IPC-NC-349, Excellon un gran superconjunt. Molts fitxers NC indefinits trien alguns elements de l'estàndard IPC. Una còpia de l'especificació gestionada amb drets digitals està disponible al lloc web de l'IPC, per una tarifa. Està orientat a l'entrada per a màquines de perforació/enrutada, no a l'intercanvi de dades CAD a CAM.

## Format XNC
El format XNC és un subconjunt estricte de l'especificació IPC-NC-349 orientada a l'intercanvi de dades entre CAD i CAM. El nom format XNC significa format d'Exchange NC. Com a subconjunt estricte, és altament compatible amb el programari existent. El seu propòsit és abordar el caos actual de diferents subconjunts i fitxers NC incomplets, i definir un estàndard comú senzill. El subconjunt XNC va ser definit per un consorci format per Graphicode, Ucamco, KiCad i Pentalogix. L'especificació està disponible gratuïtament, entre d'altres, a la pàgina de descàrrega d'Ucamco. L'especificació és breu, detallada, fàcil d'entendre i sense ambigüitats. Està dirigit a l'intercanvi de dades CAD a CAM, no a l'entrada per a màquines de perforació / fresadora.
Un exemple:
| Codi XNC        | Acció                                       |
| --------------- | ------------------------------------------- |
| M48             | Inici d'arxiu                               |
| METRIC          | Unitat mètrica (mm)                         |
| T01C0.6         | Eian 01 amb diàmetre 0.6mm                  |
| T02C1.0         | Eina 2 amb diàmetre 1.0mm                   |
| G05             | Mode foradar                                |
| T01             | Selecció d'eina 01                          |
| X8.5Y4.8        | Forada amb 0.6 mm a coordenades 8.5mm,4.8mm |
| X8.55Y2.85      | Forada                                      |
| X6.54Y2.85      | Forada                                      |
| X6.45Y4.8       | Forada                                      |
| T02             | Selecció d'aina 02                          |
| G00X10.25Y3.825 | mou a les coordenades 10.25mm,3.825mm       |
| M15             | Baixa l'eina                                |
| G01X6.50Y3.25   | Fresa fins a les coordenades 6.5mm,3.25mm   |
| M16             | Aixeca l'eina                               |
| M30             | Fi d'arxiu                                  |

## Format Excellon
El nom format Excellon deriva de l'empresa Excellon Automation (que no s'ha de confondre amb Excellon Software), que va ser el líder del mercat en màquines de perforació i encaminament de PCB durant la dècada de 1980, i el format propietari de la qual es va fer servir àmpliament.

## Fitxers NC indefinits
L'intercanvi de dades CAD/CAM sovint utilitza fitxers NC que no s'ajusten a cap especificació. Aquests fitxers contenen unes quantes ordres IPC-NC-349, però no segueixen l'especificació Excellon ni l'IPC-NC-349. Les ordres no s'utilitzen correctament o s'utilitzen d'una manera sintàcticament incorrecta i es poden incloure objectes de dades binàries. De vegades s'utilitza la codificació històrica de caràcters EIA o EBCDIC. Normalment la capçalera està incompleta: falta l'escala o els diàmetres de l'eina. De vegades no hi ha cap capçalera i el fitxer només conté números d'eina, amb un diàmetre no especificat, i coordenades X, Y, en una unitat no especificada. Sovint s'anomenen fitxers Excellon encara que són fitxers NC indefinits. No existeix cap especificació.